# Wilhelm Richter
Wilhelm Richter, född 10 december 1881 i Charlottenburg i nuvarande Berlin, död 4 maj 1976 i Berlin, var en tysk socialdemokratisk kommunpolitiker för SPD och från 1920 till 1925 Berlins polispresident.

## Biografi
Richter utbildade sig till finmekaniker och blev 1904 medlem i Tysklands socialdemokratiska parti (SPD) och valdes 1911 in i den då självständiga staden Charlottenburgs stadsfullmäktige. I samband med Tyska novemberrevolutionen 1918 blev han från november 1918 folkkommissarie för säkerhetsväsendet och därmed chef för polisen i Charlottenburg.  Följande år blev han ställföreträdande polispresident i Berlin och från 1920 tillförordnad polispresident för den samma år sammanslagna staden Stor-Berlin, där han också snart utsågs till ordinarie polispresident fram till 1925.
Efter den misslyckade Kappkuppen i mars 1920 hade den dåvarande polispresidenten Eugen Ernst tvingats avgå och ersattes av Richter. Redan tidigare hade Carl Severing (SPD) övertagit ämbetet som Fristaten Preussens inrikesminister. Under sin första tid som polispresident för hela Berlin kom Richter att fortsätta sin nyorientering av Berlins polis efter republikanska och demokratiska principer, en process som han redan påbörjat under sin tid som polischef i Charlottenburg från 1918.
Sommaren 1920 författade Richter en skrivelse till det preussiska inrikesministeriet där han beklagade sig över vad han kallade en "östjudeplåga", som bestod av "högst farliga utlänningar" som kom till Berlin. De judar som vid denna tid bodde i Scheunenviertel betecknades som "utländska parasiter" med "bolsjevistiska åsikter", som enligt Richter måste föras till fångläger eller "klart sagt oskadliggöras". Efter skrivelsen beslutade Richter om en stor razzia i Scheunenviertel, där omkring 300 judiska män, kvinnor och barn greps av polis och internerades i ett "judeläger" nära Zossen.
Richter avskedades som polispresident 1925, då han, liksom sin vice polispresident Moll, var inblandad i skandalen kring bröderna Barmat på ett sätt som orsakade förlägenhet för Berlinpolisen. Dessförinnan hade bland andra Kurt Tucholsky i en satirisk artikel uppmanat honom att avgå.